# 奇恰酒

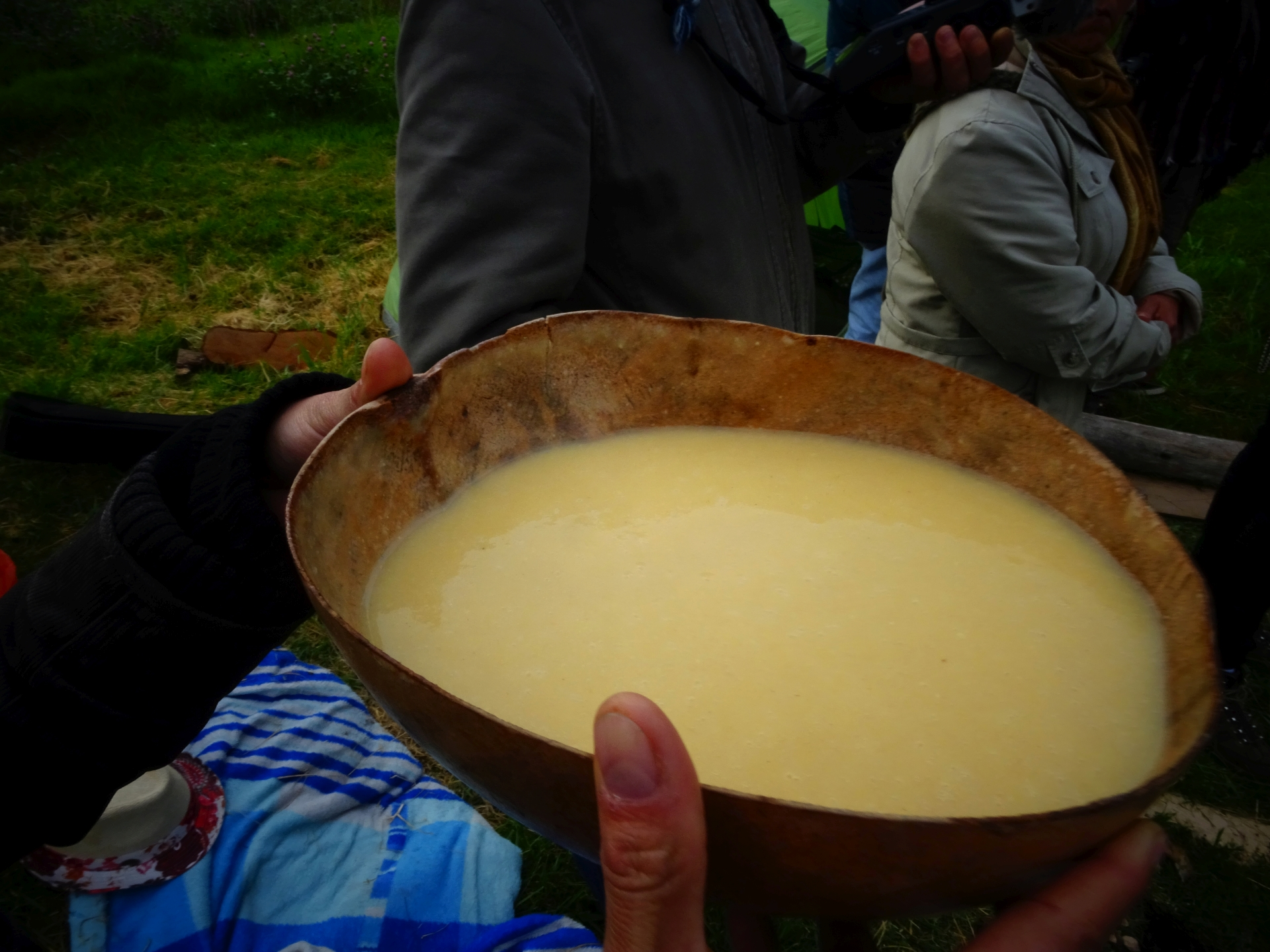
為了慶祝在每年一度的Muisca_astronomy，哥倫比亞, 博亚卡 的Sun_Temple_(Sogamoso)會在Archaeology Museum, Sogamoso供應奇恰酒。

奇恰酒（Chicha），簡稱奇恰，是一種原產於拉丁美洲，来自安第斯山脉和亚马逊地区的已發酵（酒精）或非發酵過飲料。 在前與後西班牙征服時期，由多種當地玉米所釀造出來的玉米啤酒（Chicha de jora）為最常见的奇恰。 然而，奇恰 也可以由其他栽培植物和野生植物製作，包括 藜麥 (Chenopodium quinia)、苍白茎藜 (Chenopodium pallidicaule)、花生、木薯、棕梠果、馬鈴薯、酢浆薯 (Oxalis tuberosa)、夏纳尔樹果(Geoffroea decorticans)。“ 奇恰酒”在不同地區有好幾種版本。  在印加帝國時期，奇恰 擁有儀式和宗教禮節方面的用途。

## 词源和相关语句

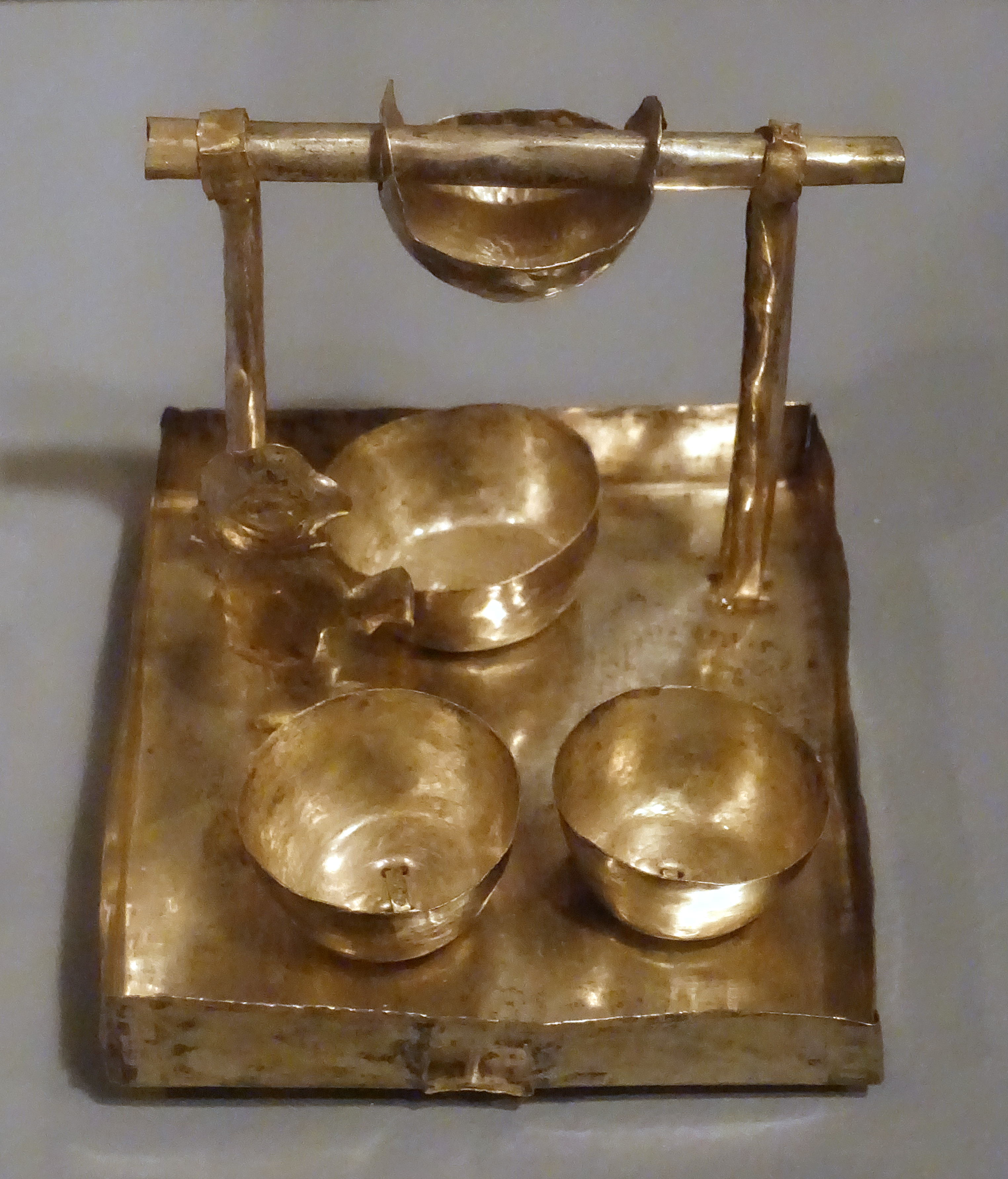
一具製作奇恰酒的模型托盤，來自於秘魯北部中部海岸的Chancay culture，約公元1400年,鍍銀銅器, Krannert Art Museum

奇恰一詞的確切來源尚有爭議。其中一派的學者認為 chicha 一詞起源於泰诺語，並之後由為西班牙人用來定義任何美洲大陸土著所釀造的發酵飲料的總稱。 另一派的學者卻認為 chicha 一詞可能最早有可能來自居住於哥倫比亞和巴拿馬的库那人。 根據西班牙皇家语言学院和其他作者的說法，chicha 一詞來自庫納語 chichab 或 chiab，意思是玉米。而根據 Don Luis G. Iza，chicha一詞是來自於納瓦特詞 chichiatl, 而意思是“發酵水”; chicha動詞的意思為 "讓飲料發酸"然後字尾詞 -atl的意思為「水」。這些詞源並不互相排斥。
有一句西班牙諺語 「ni chicha ni limonada」 (既不是“奇恰”也不是檸檬汁)，意思是指「不三不四」 (大致相當於英文諺語“既非魚又非鳥”相似)。

## 玉米奇恰酒

### 釀造方法

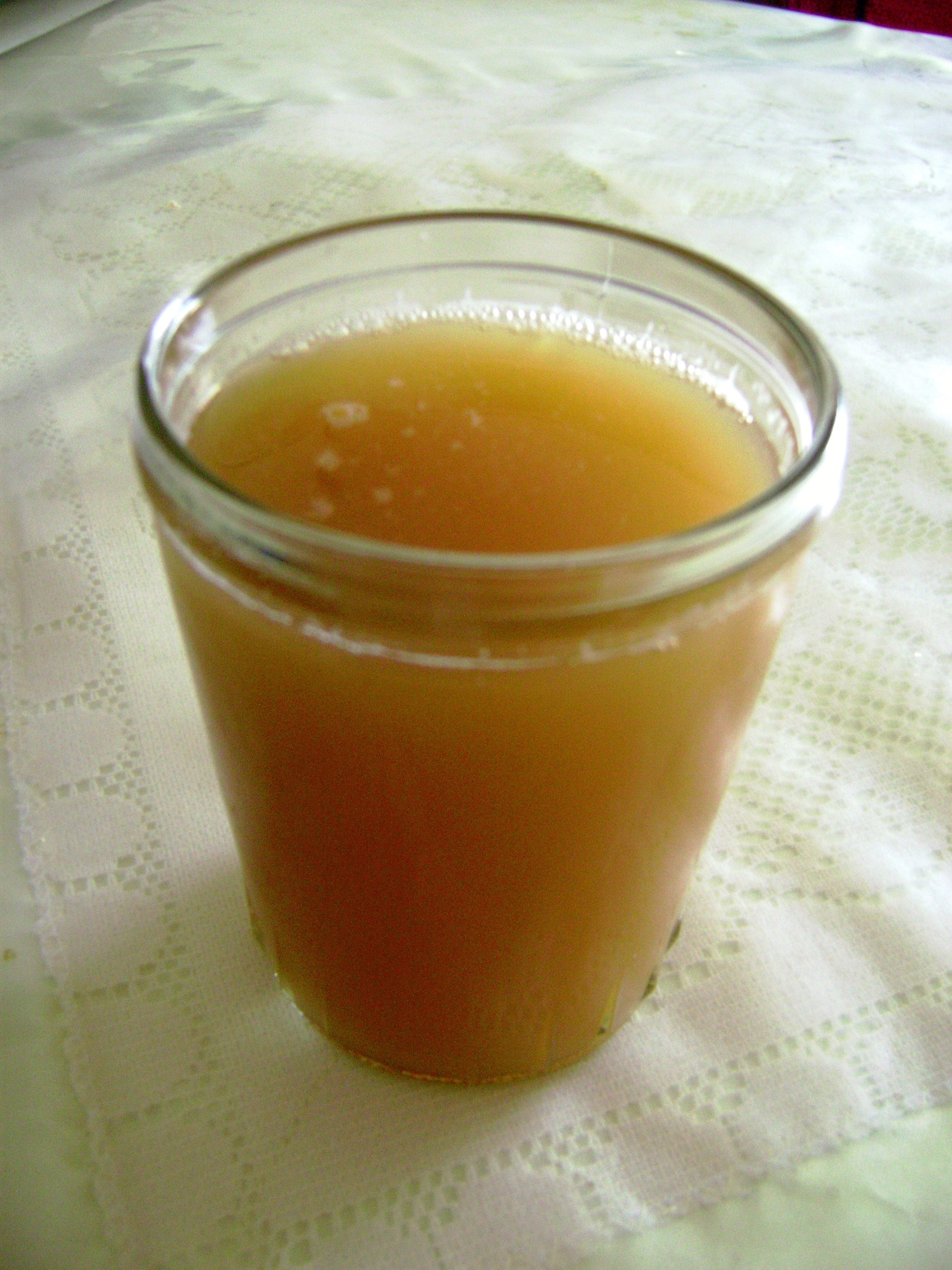
一杯Chicha_de_jora（Chicha de Jora）, 一種玉米啤酒

玉米奇恰（chicha de jora）是一種利用發芽的玉米粒所釀造的玉米啤酒，做法為提取萌芽的玉米裡的麥芽糖，煮沸麥芽汁，然後在大型容器（傳統上是大型陶罐）中發酵幾天。
通常，釀酒者利用大量的陶甕來釀造奇恰酒。這一類型的陶甕由於本身很脆弱所以只會使用幾次。釀酒者將容器排成一排，並在中間生火以減少熱量損失。
製作奇恰酒的過程與生產麥芽大麥啤酒的過程基本相同。傳統上是用一種來自安第斯山脈的麥芽玉米，Jora玉米製成的 (也因此被稱為Chicha de Jora)。製作“chicha de jora”所用玉米的特定類型或組合可以說明該飲料是從哪個地區來的。 有些人會添加藜麥或其他輔料以保持一致性; 之後就直接煮沸。在煮沸過程中需要攪拌奇恰來保持通氣以防止煮沸過頭。 在這過程會添加類似為蔗糖的Chancaca糖，一種粗獷的糖 (像是蔗糖),來幫助發酵的過程. 製作奇卡的其他方法包括讓人們咀嚼玉米，然後將其吐入水中，並使混合物發酵數週。
當玉米磨碎後並且飲料的釀造後，將其過篩。傳統上，它是用一塊大布過篩的。這是為了將玉米渣與奇恰分離。
在某些文化中，奇恰酒的做法是將玉米磨碎，在奇恰釀酒者的口中弄濕並揉成小球，然後將其壓扁並放置乾燥；而不是使玉米發芽以在其中釋放澱粉。 自然在釀酒者唾液中就有的澱粉酶便會催化並且加快玉米 澱粉的分解，使澱粉轉化為麥芽糖。這種咀嚼穀物或其他澱粉來釀酒的過程早已在世界各地前現代文化中出現，包括，例如，日本的清酒。用這種方法製作的奇恰酒被稱為「chicha de muko」。
紫色奇恰（Chicha morada）則是一種無發酵過的奇恰，通常是用紫玉米（maíz morado）的玉米梗與鳳梨皮、肉桂和丁香一起煮。這會產生一種味道強烈的紫色液體；最後加入檸檬汁和砂糖。這種飲料通常被當作茶點或果汁來飲用，但近幾年來紫玉米的許多健康益處慢慢地被發現。 紫色奇恰在玻利維亞和秘魯文化中很常見，通常作為正餐時所配的飲料。
婦女在家庭裡是生產奇恰酒的關聯人物。雖然小孩與男人也會參與製作奇恰酒的過程，但是婦女們控制著奇恰酒的生產和分配。 對於安第斯社會中的許多婦女來說，製造和販賣奇恰酒是他們身份的關鍵部分，因為這提供婦女和他的家庭大量的政治權力和影響力。

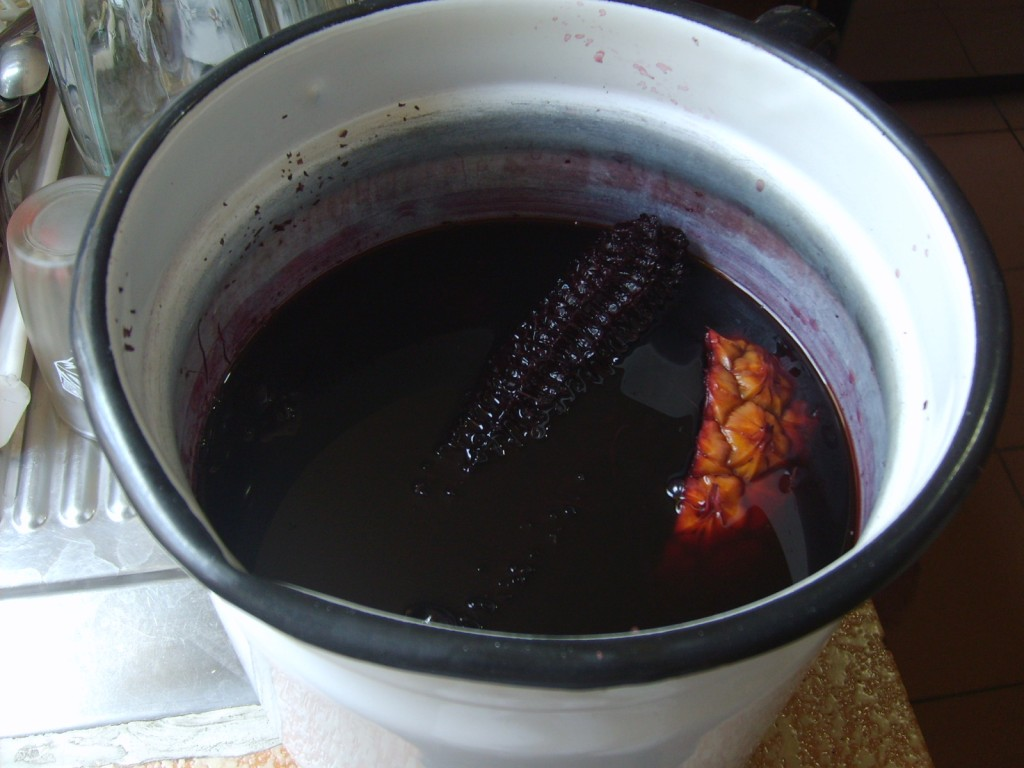
祕魯紫色奇恰; 由紫色玉米製成的未發酵奇恰酒，並與鳳梨和香料一起煮

### 用途

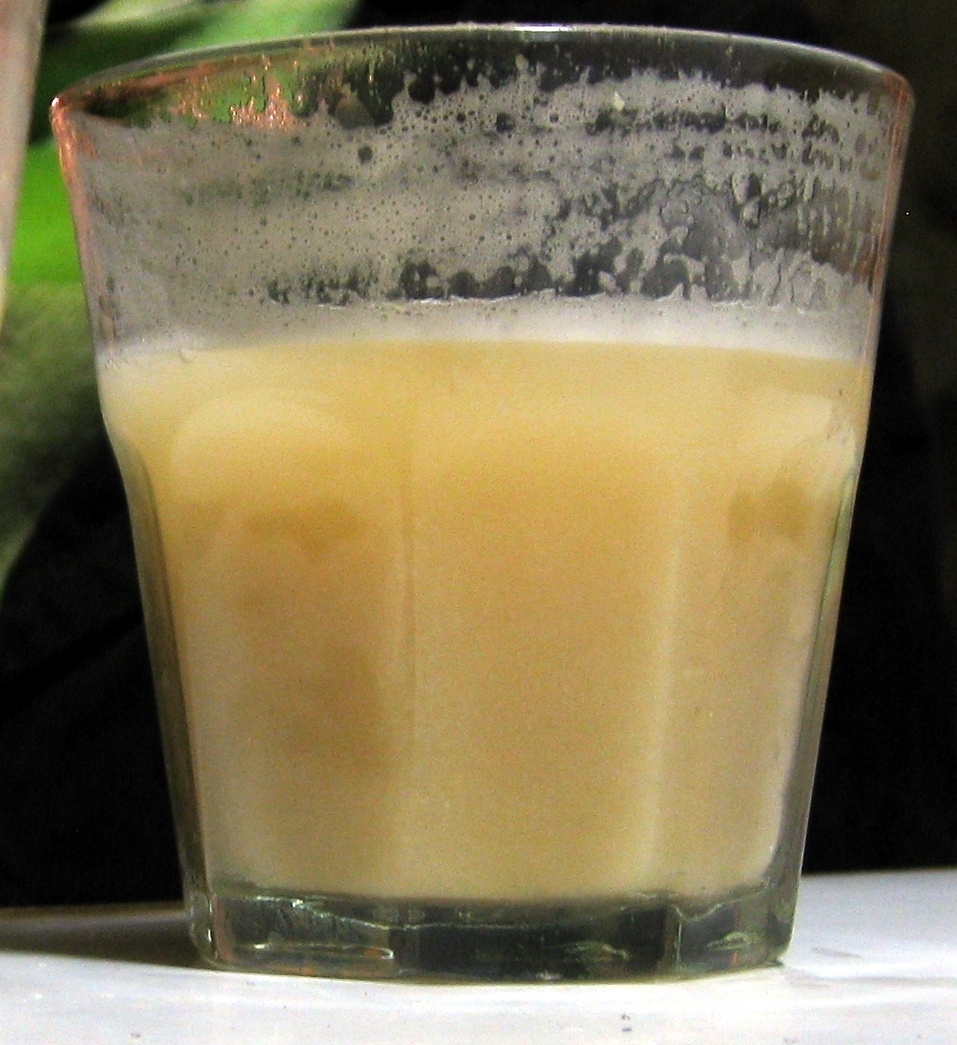
Chicha_de_jora

玉米奇恰酒已在整個安地斯社區中享用了數千年。印加人會在禮儀時使用奇恰酒，並在宗教節日期間大量飲用。 在马丘比丘中發現了好幾個可能用來製作奇恰酒的磨坊。
在印加帝國的婦女必須在太陽貞女宮 (Aqlla Wasi)學習釀造奇恰酒的方法。
Chicherias (奇恰 酒館) 為飲用“奇恰酒”的地方。 歷史上有許多是未經許可的家庭式企業，這些企業在現場生產“奇恰酒”。 通常以大型“Caporal”（1/2升）杯子或以公升來販賣，以便在現場飲用；如果是要帶回家飲用的話，奇恰酒則是直接從 原本釀造出來˙的「chomba」陶甕裝給客人。在秘魯北部海岸，通常在稱為Poto的乾葫蘆中盛裝，而在秘魯安第斯山脈中，則通常盛裝在qero杯裡。 傳統上，qero杯是用木頭製成的，並且外部刻有復雜的設計。在殖民時期，qero杯開始轉化從雕刻變成擁有形象描繪的圖案。一些qero杯也由金屬製成，而最近也有許多玻璃製成的qero杯。印加領導人會使用兩杯相同的qero杯來發出喝酒的邀請。 這些邀請對被邀請人表示感謝。 這樣，通過qeros杯飲用奇恰酒鞏固了人與團體之間的權力和聯盟關係。.

## 各地區的種類
自從西班牙征服中南美洲後，飲用奇恰一度被西班牙征服者視為惡習並加以禁止，但奇恰不但繼續存在，還使用被引入的蘋果、葡萄、柑橘等水果釀造，且出現許多區域性的獨特配方，又發展出不含酒精的種類。 奇恰酒的分類大致可分為低地（亞馬遜）和高地兩大種類。每一區都有自己的版本。

### 亞馬遜叢林
在整個亞馬遜盆地（包括厄瓜多爾，秘魯和巴西的內陸地區）中，chicha通常是由木薯製成的，但也有使用菜蕉的紀錄。傳統上，婦女會咀嚼洗淨去皮的木薯，然後將汁液吐入碗中。木薯根擁有非常多的澱粉；因此，釀酒者裡的唾液所含的酵素會迅速將澱粉轉化為單醣，並會進一步的通過野生酵母或細菌轉化為酒精。這汁液在碗中發酵數小時後，將產生出微甜和有點酸味，外觀類似於脫脂牛奶的奇恰酒。 在秘魯的亞馬遜地區，這種飲料被稱為“ masato”。
傳統上，家庭會請到來的客人引用奇恰酒。兒童們會被邀請喝新調好還未發酵的奇恰酒，而成年人提供發酵好的奇恰酒；通常發酵最久並且擁有酒精含量最高的奇恰會留給男性飲用。

### 玻利維亞
在玻利維亞，奇恰酒通常是使用玉米來製作的，特別是高地上的居民，但野莧菜奇恰酒也是非常傳統並且受歡迎的。在低地地區，使用甜木薯、菜蕉或香蕉製成的奇查也蠻普遍。 玻利維亞的奇恰酒通常都含有酒精。

### 智利

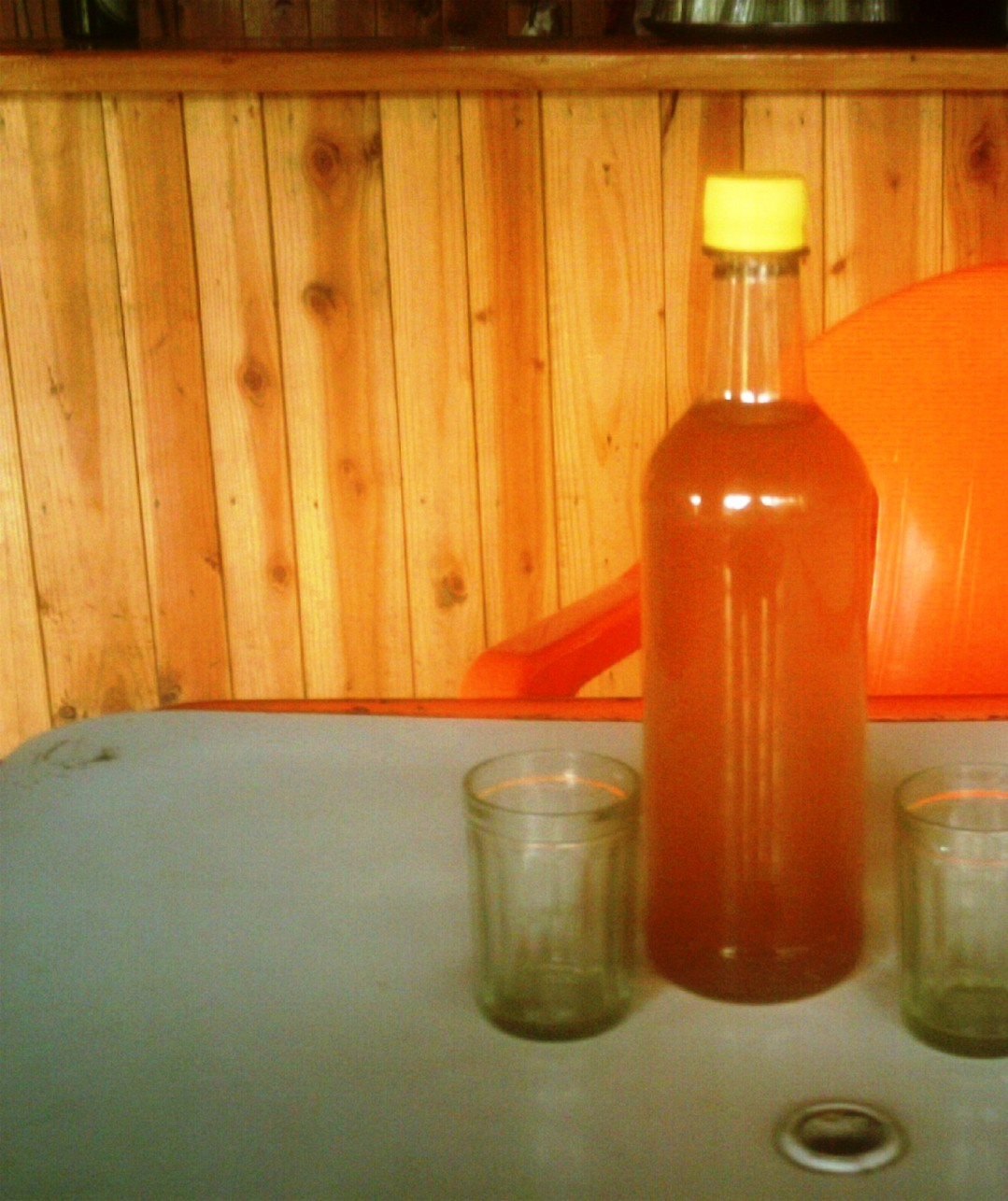
來自Zona_Sur，普努卡帕的蘋果奇恰酒。

智利有兩種不同的奇恰酒:在南方生產的蘋果奇恰和在中部生產的葡萄奇恰。兩者都是靠發酵而不蒸餾的酒精飲料。奇恰酒主要在鄉下和節日期間才會飲用，像是9月18日的智利國慶。除日期接近9月18日，否則在正規超市通常不會找到奇恰酒的。

### 哥倫比亞
在現今哥倫比亞的首都，波哥大所使用的配方非常的簡單:煮熟的玉米撒些砂糖，並且靜放6到8天，使原汁發酵。, 

### 厄瓜多爾
厄瓜多爾擁有一個名為「Yamor」的重要奇恰酒祭典。這祭典每年9月初會在奧塔瓦洛市舉行。它的起源可追溯到1970年代，當時的居民決定恢復在9月春分之前標明玉米收成的古老傳統。由於這些居民人所用的語言為蓋丘亞語，“ 所以會用“Yamor”意思為奇恰，來命名這個祭典。此祭典包括樂隊，遊行，煙火和品嘗奇恰酒。

### 萨尔瓦多
在薩爾瓦多，奇恰 通常是指一種用玉米、panela黑糖和鳳梨釀出的酒精飲料。它既可以用作飲料，也可以作為許多傳統菜餚的材料，像是「奇恰酒燉雞 (Gallo en chicha)」，一道當地版的法式紅酒燉雞。通常不含有酒精的版本被稱為“ 清涼奇恰 (fresco de chicha) ”`,使用的市同樣的材料，但不會讓原料發酵。

### 宏都拉斯
在宏都拉斯, 沛克人人们實踐一种称为Kesh的仪式，在此儀式萨满巫師會跟靈界接觸。召開Kesh儀式有好幾種原因，少數幾項包括幫助安撫憤怒的靈魂或幫助社區中的死者超渡並且讓他能過下一個人生階段。在這個儀式中，他們喝了由樹薯製成的奇恰，minia和樹薯粽。 雖然這種儀式以不再實行，但該飲料仍然僅在特殊情況下與家人一起飲用。

### 尼加拉瓜
在馬拿瓜市 和 格拉纳达市,"玉米奇恰"為一種道地的無發酵冰飲。通常會添加香蕉或香草口味，而且小販通常會在廣場裡吶喊著“奇恰，咖啡和冷果汁！” 
尼加拉瓜版“玉米奇恰”的做法為是將玉米浸泡在水中過夜。第二天，把浸泡的玉米研磨並且放入水中，加入紅色食用色素，然後將整個混合物煮熟。 冷卻後，添加糖和更多的水。隔天，再添加水，糖和調味劑。 雖然在尼加拉瓜可以找到發酵過的奇恰，但最常見的是未發酵的類型。

### 巴拿馬
巴拿馬的奇恰酒 可以直接跟「水果飲料」畫上等號。沒發酵過的奇恰通常被稱呼為 batido ，另一個含有水果泥的飲料的統稱。在當地的聖布拉斯群島鏈的庫納人之間，
「烈奇恰酒」（chicha fuerte）指的是發酵過的玉米和祖母唾液的混合物，這種奇恰酒能在特殊的或神聖的日子裡享用。雖然在傳統上，chicha fuerte是指由發芽玉米製成的奇恰（發芽有助於將澱粉轉化為糖），任何水果都可以拿來發酵成獨特被稱謂奇恰的自製飲料。在鄉村地區，chicha fuerte會在社區工作聚會（“ juntas”）期間和之後以及在社區舞蹈（“ tamboritos”）中飲用。

### 祕魯
奇恰酒在拉丁美洲的社會和宗教世界中的重要性可以從該飲料在古代秘魯的中心地位中看到最好的體現。 由於玉米在古印加帝國裡被認為是神聖的農作物，所以由玉米釀造出來的奇恰酒，是被認為具有很高的地位的飲料。在採收期間和之後，人們會大量飲用奇恰酒，使人們喜慶地唱歌，跳舞和開玩笑。就像世界上其他發酵飲料一樣，奇恰酒也被奉獻給神靈和祖先。例如，在印加首都庫斯科（Cuzco），國王在中央廣場裡一個裝飾有寶座和支柱的石製檯面.象徵著宇宙的肚臍並往一個金碗中倒入奇恰酒。當敬畏的觀眾看著崇高的印蒂王倒出這珍貴的玉米酒時，奇恰酒便順著這個“太陽神的食道”流到了太陽神殿。 在大多數節日中，普通百姓會參加主祭典後酒會，而這一幕使的西班牙人對醉醺醺的當地百姓感到震驚。
在古印加帝國時期，在實行人祭前，必須將活祭品用奇恰酒的釀渣塗抹，然後用導管的方式餵活祭品更多奇恰酒，在整個帝國中分佈著許多神聖的特殊地點，而很多這些地點都保管著曾經在儀式上被浸入玉米粉中的前任國王和其祖先的木乃伊，並時常有奇恰酒祭品，以及有侍從幫這些木乃伊伴奏舞蹈和潘笛音樂。 甚至在今天，住在安地斯山的秘魯人坐在一起喝酒時，還從公共杯子裡撒一些奇恰酒到土地上來回敬“大地之母”。 然後，杯子將按照每個飲者的社會地位的順序進行，並且提供無休止的敬酒。 除此之外，在印加文化中，談判者必須在談判開始前飲用奇恰。

### 委內瑞拉
在委內瑞拉，奇恰或 米奇恰酒 （chicha de arroz）是用煮好的白米、牛奶和糖製作而成的。通常這版本的飲料顏色為白色並且擁有蛋酒的質感。米奇恰通常是作為一種清涼的甜飲料，定搭配著肉桂粉或煉乳等配料。這種“米奇恰”因為它未經發酵，所以不含酒精。 有時此飲料是用意大利麵或粗麵粉代替白米飯，這類的奇恰通常被稱為“麵條奇恰”
（chicha de pasta）。
在大多數大城市中，街邊小販通常會稱其為“ Chicheros”，這些小販通常使用類似麵粉的混合物，只加水，通常會供應碎冰和吸管，並可能會詢問是否需在上面添加肉桂、巧克力豆或煉乳。 它也可以在有門面的商業區域找到，就像賣牛奶和果汁的小店一樣。 委內瑞拉安第斯地區（例如梅里達）可以找到另一種有添加發酵的鳳梨的版本，使其飲料具有酒精。該版本通常被稱為“ 安地斯奇恰酒”（Chicha Andina），是一種典型的聖誕節節氣飲料。

## 文化身分
奇恰酒在南美洲的社群裡是一種使人們能夠辨認有關性別，種族，國籍和團體想法的方法。 。借助飲用奇恰酒的習俗，人們可以建立社區和集體身份，這對於維護和創建新的社交網絡很重要。 它通常在盛宴的背景下被飲用，在盛宴下大量被人民飲用下。奇恰酒能透過這些社交活動來建立這些聯繫網路。 奇恰和釀酒者產在社會組織和社會地位中佔有重要地位。
對於安地斯山的居民來講，在「大地／時間母親」帕查瑪瑪女神、太陽神、月神等眾神的祭祀或慶祝儀式中，奇恰是必備供品之一。

## 外部連結

### 報導
- 从Chicha到Craft Beer 秘鲁的啤酒文化远超想象|Chicha|秘鲁_凤凰酒业